# Vicovaro
Vicovaro – miejscowość i gmina we Włoszech, w regionie Lacjum, w prowincji Rzym.
Według danych na rok 2004 gminę zamieszkiwało 3557 osób, 98,8 os./km².